# Breanova, Orhei
Breanova este un sat pitoresc din cadrul comunei Morozeni din raionul Orhei, Republica Moldova. Localitatea este amplasată la confluența râurilor Cula și Răut.  Distanța directă până în municipiul Orhei este de 20 km, iar pe traseu de 25 km. Distanța directă până în municipiul Chișinău este de 46 km, iar pe traseu de 75 km.

## Istorie
În anul 1481, Iavașcu Andronic primește în dar loc ca să-și întemeieze sat lângă balta Briahnova:
„Ispisoc din 6959 <1481>, aprilie 19, de la domnul Ștefan voievod, ce scrie că au dat și au miluit pe Ivașcu Andronic cu a lui dreaptă ocină și cumpărătură, un loc de pustietate de pe Răut, în capul Briahni, la Movila Săpată, și cu balta Briahnova, ca sa-și facă acolo sat și iaz și moară în matca Răutului, într-același hotar; și tij i-au mai întărit un loc de țarină lângă Piloșăoani, care acel loc de țarină și l-au cumpărat el de la Mihaiu Purcărescu, de la fratele lui, de la Ion Purcărescu, drept un cal ca de 25 zloți tătărăști, ca să-i fie lui uric, cu tot venitu.”